# Star Trek: Klingon Academy
Star Trek: Klingon Academy (2000) je počítačová hra, odehrávající se ve fiktivním světě budoucnosti Star Treku.

## Charakteristika hry
Hru vydala americká společnost Interplay, jako vylepšení hry Star Trek: Starfleet Academy obohacené o militantní rasu Klingonů. Jste kadet Klingonské Akademie a plníte různé úkoly svých nadřízených, generála Changa z filmu Star Trek VI: Neobjevená země nevyjímaje. Klingon Academy je sice hra na šest CD, nicméně většinu z toho zabírají filmečky, které se zabývají dějem. Mise jsou celkem zajímavé a nejednou budete muset zapojit mozek. Začínáte tedy s malou fregatou, postupně se stáváte víc a víc slavným a s vašimi úspěchy, pochopitelně, roste i síla vaší lodi. Hra se ovládá z vesmíru, tedy buď vidíte svou loď, nebo ne, v obou případech navíc vidíte vesmír kolem a ovládací panely. Hra má mnoho prvků, které jsou určeny spíše nadšencům, jako např. manuální nastavení tahu motoru, všech systémů, a to pokud možno ještě v klingonštině.